# Hypolimnas diadema
Hypolimnas diadema är en fjärilsart som beskrevs av Hans Fruhstorfer 1912. Hypolimnas diadema ingår i släktet Hypolimnas och familjen praktfjärilar. Inga underarter finns listade i Catalogue of Life.